# Alessandro Viana da Silva
Alessandro Viana da Silva (*Recife, Provincia, Brasil, 10 de agosto de 1983), futbolista brasileño. Juega de defensa y su primer equipo fue Esporte Clube Novo Hamburgo.

## Equipos donde ha jugado
| Temporada | País      | Equipo                                                               |
| --------- | --------- | -------------------------------------------------------------------- |
| 2010      | Brasil    | Ituano                                                               |
| 2009      | Brasil    | Associação Atlética Ponte Preta                                      |
| 2008      | Brasil    | Clube Náutico Capibaribe Guarani Futebol Clube Esporte Clube Vitória |
| 2007      | Brasil    | Clube Atlético Paranaense                                            |
| 2006/07   | Australia | Melbourne Victory                                                    |
| 2006      | Brasil    | Esporte Clube Novo Hamburgo                                          |

- Datos: Q2892746